# Locomotiva FAL III
La locomotiva gruppo III della Ferrovia Lucca-Aulla (FAL) era una locomotiva a vapore di rodiggio C, costruita in esemplare unico dalla Borsig di Berlino. Seguendo l'uso della FAL, che assegnava un nome ad ogni macchina, venne battezzata come "Garfagnana".
In seguito al riscatto della FAL da parte delle Ferrovie dello Stato (1915), la I venne classificata nel gruppo 815, inizialmente con numero 81501, e dal 1919 815.001.
Venne radiata dal parco FS intorno al 1925.
Era gemella della locomotiva 121 della Società Veneta.